# Бругг
Бругг (нем. Brugg) — город в Швейцарии, окружной центр, находится в кантоне Аргау.
Входит в состав округа Бругг. Население составляет 12 738 человек (на 31 декабря 2020 года). Официальный код — 4095.

## Описание
Бругг расположен на 345 м над уровнем моря, в 19 км к северо-востоку от Арау, в живописной и плодородной местности по реке Аре, жители которой исторически занимались разведением виноградников и торговлей; через реку Аре, протекающую здесь по узкому скалистому руслу, перекинут каменный мост. В городе есть: церковь, освященная еще в 1504 году, старинное здание ратуши, Низшая школа, несколько фабрик. Восточная граница коммуны проходит по реке Аре в которую впадают Ройс и Лиммат. В Шинцнах-Баде, входящем в состав коммуны Бругг, находятся серные купальни.
В состав Бругга входят ранее самостоятельные коммуны:
- с 1970 года — Лауффор,
- с 2010 года — Умикен,
- с 2020 года — Шинцнах-Бад.

В Бругге родился известный швейцарский врач, почётный член Петербургской Академии наук Иоанн Георг Риттер фон Циммерман..

## Фотографии

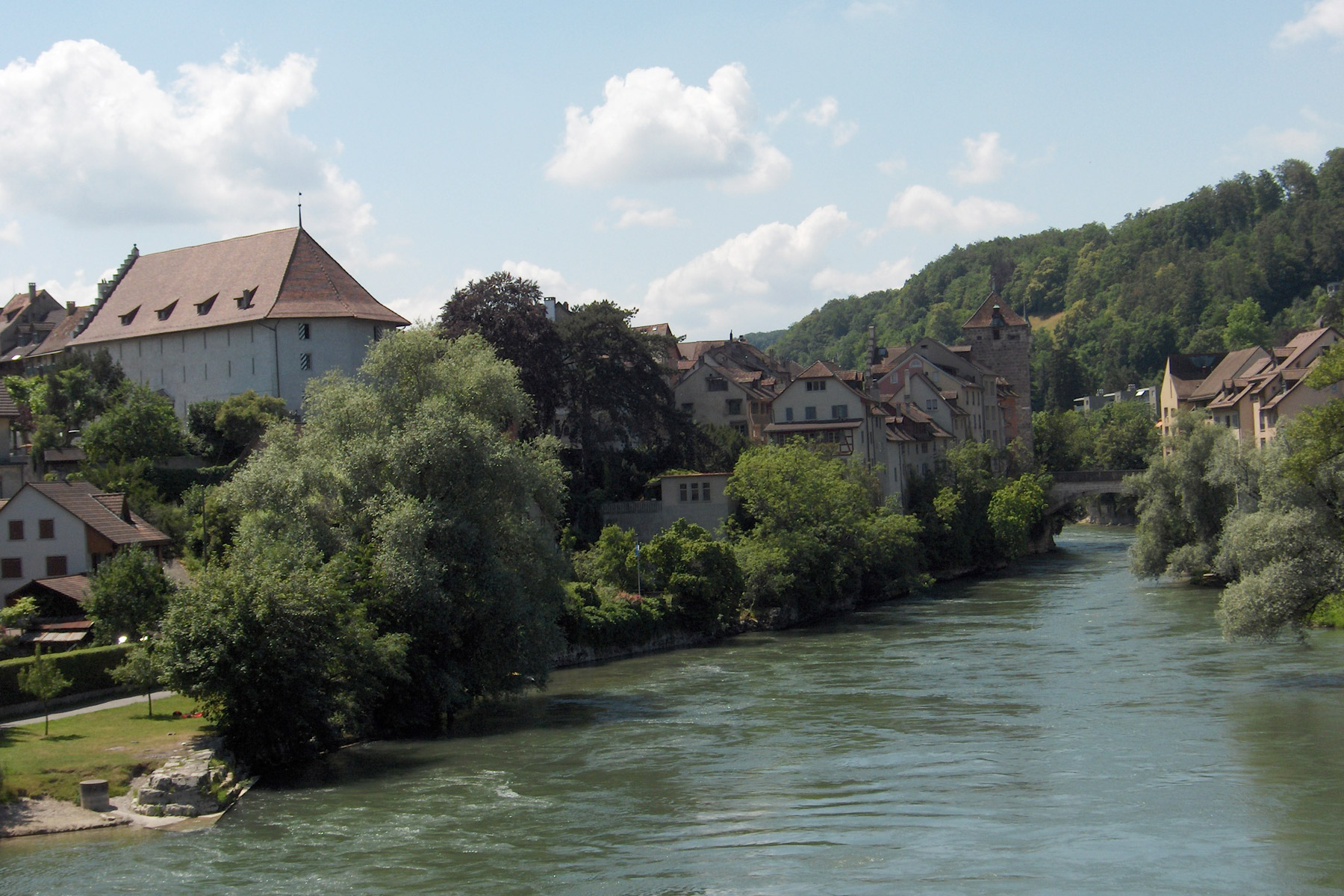
Старый город
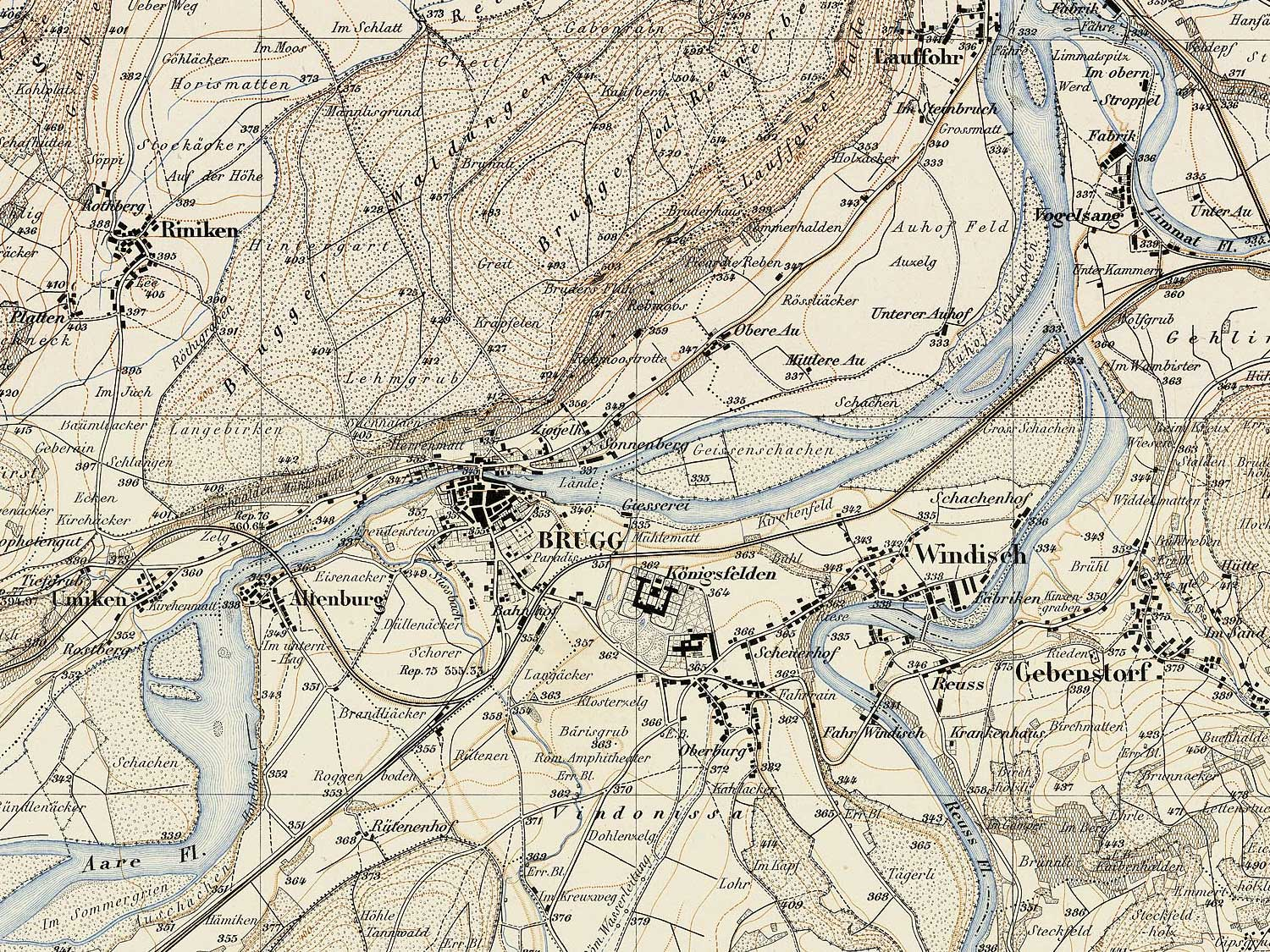
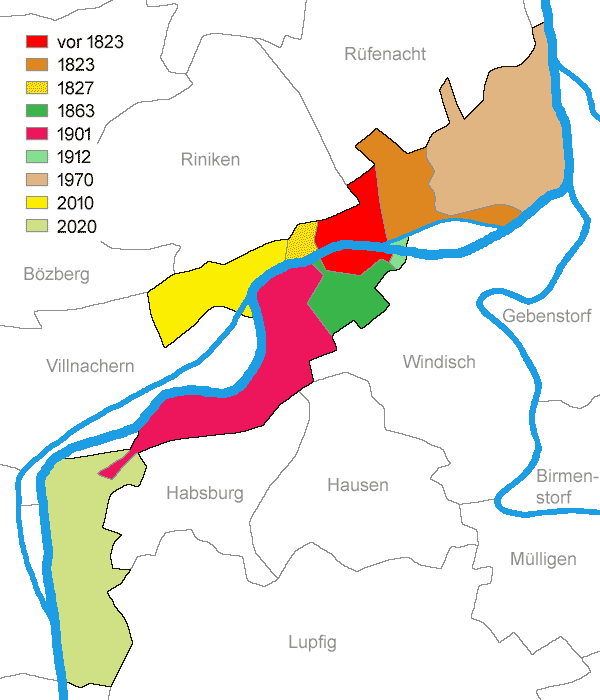
Территориальное развитие
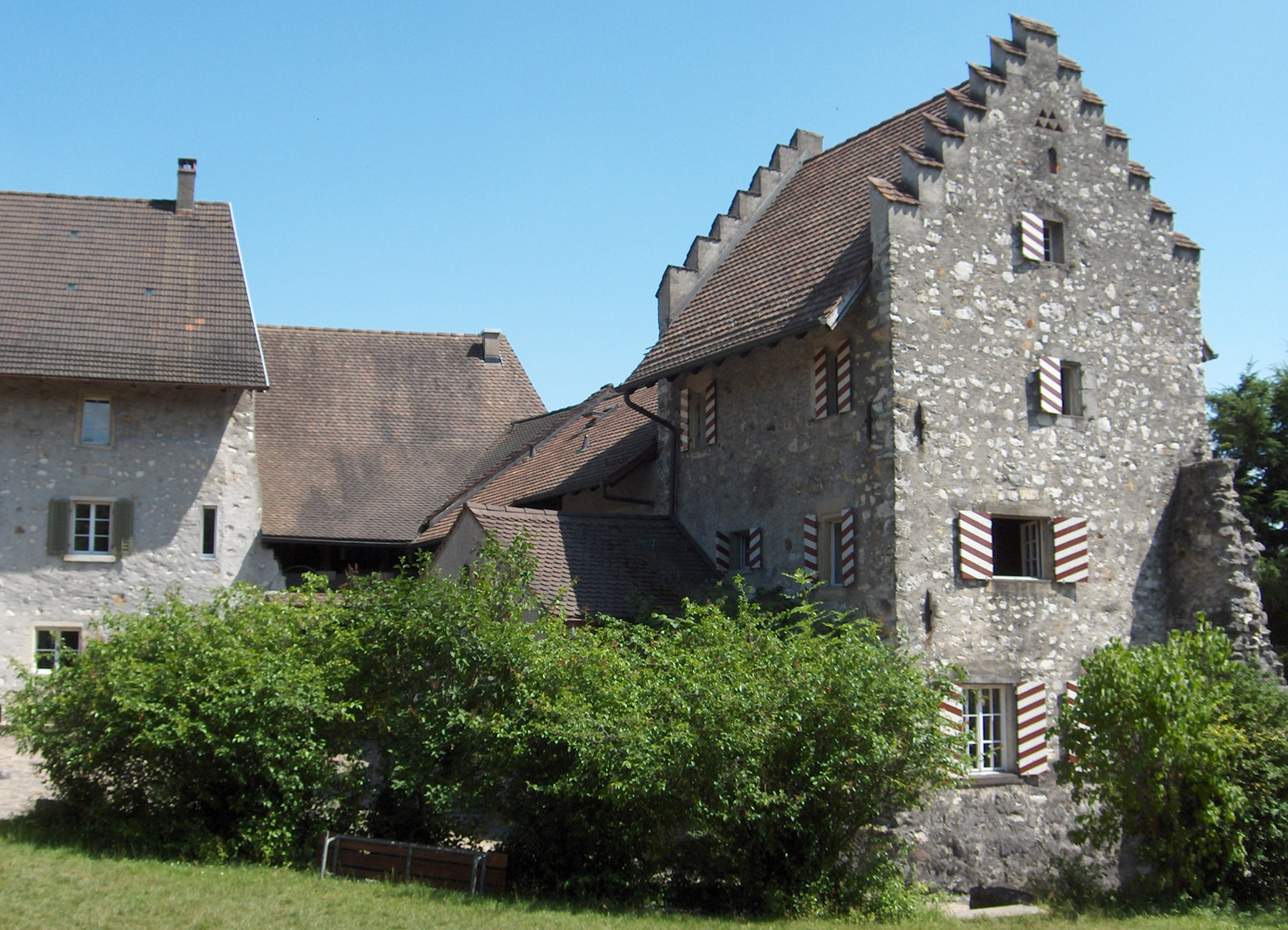
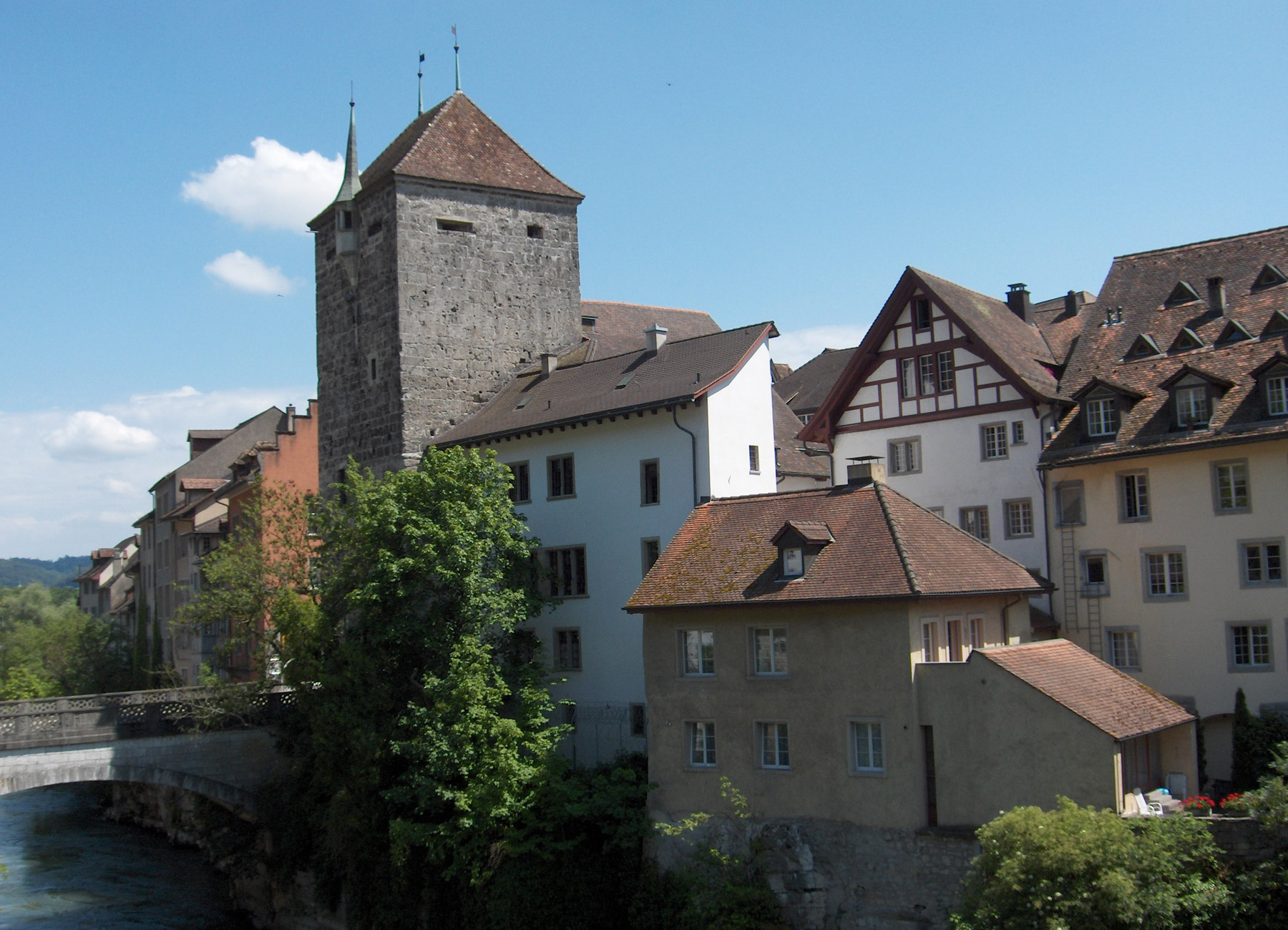
Чёрная башня
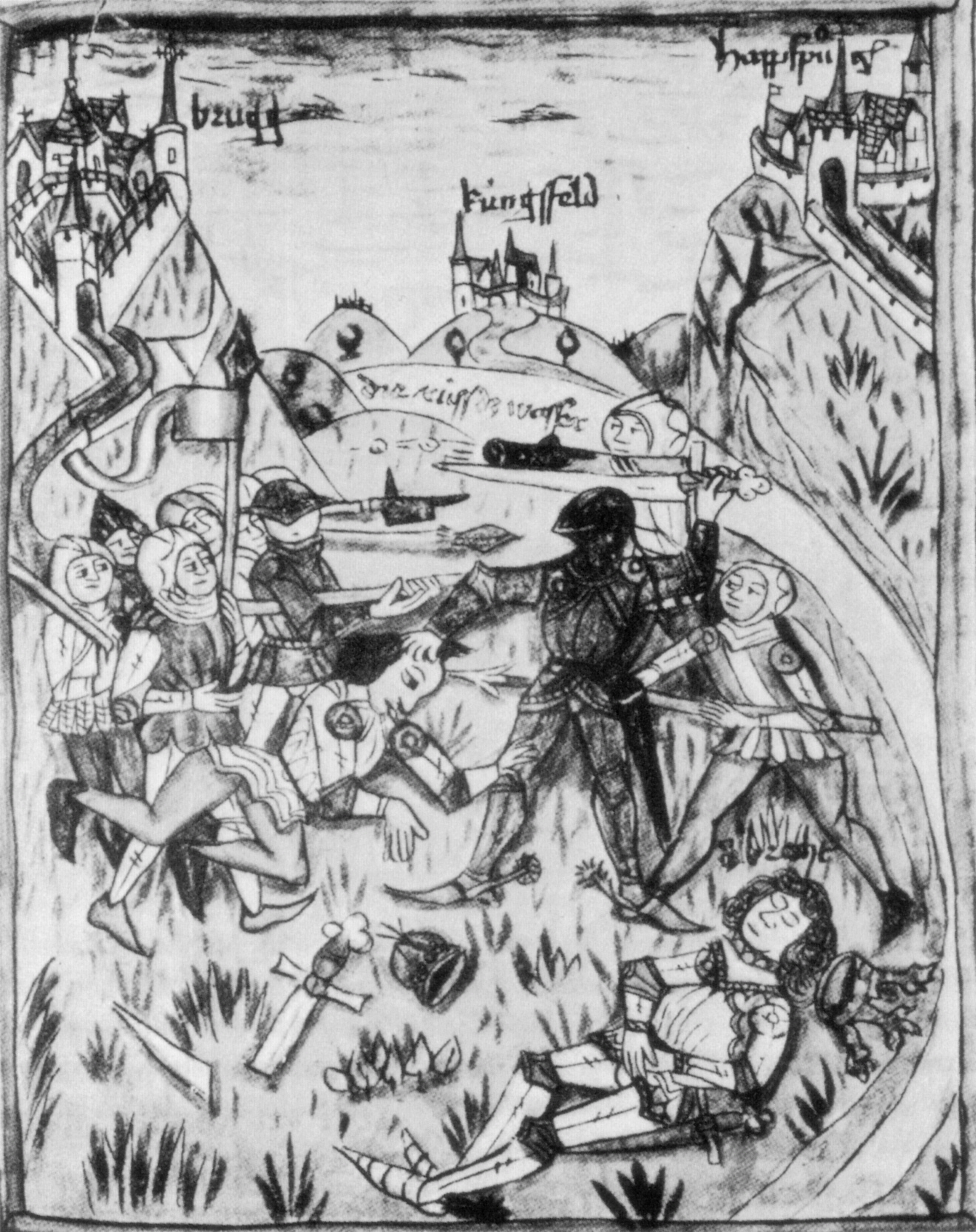
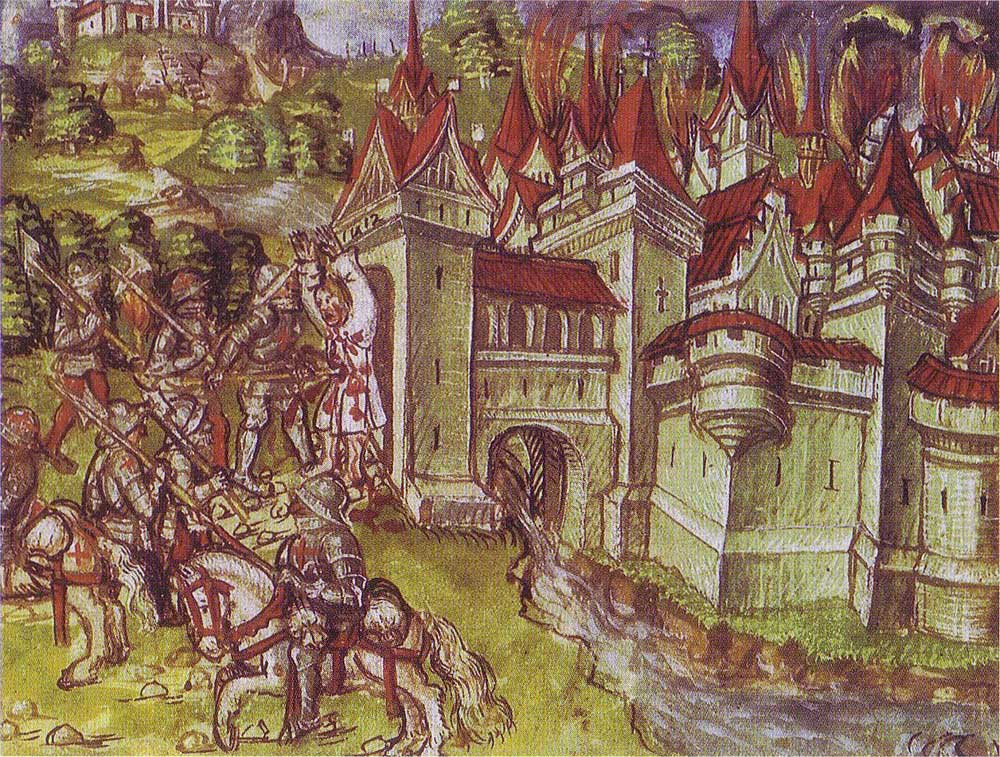
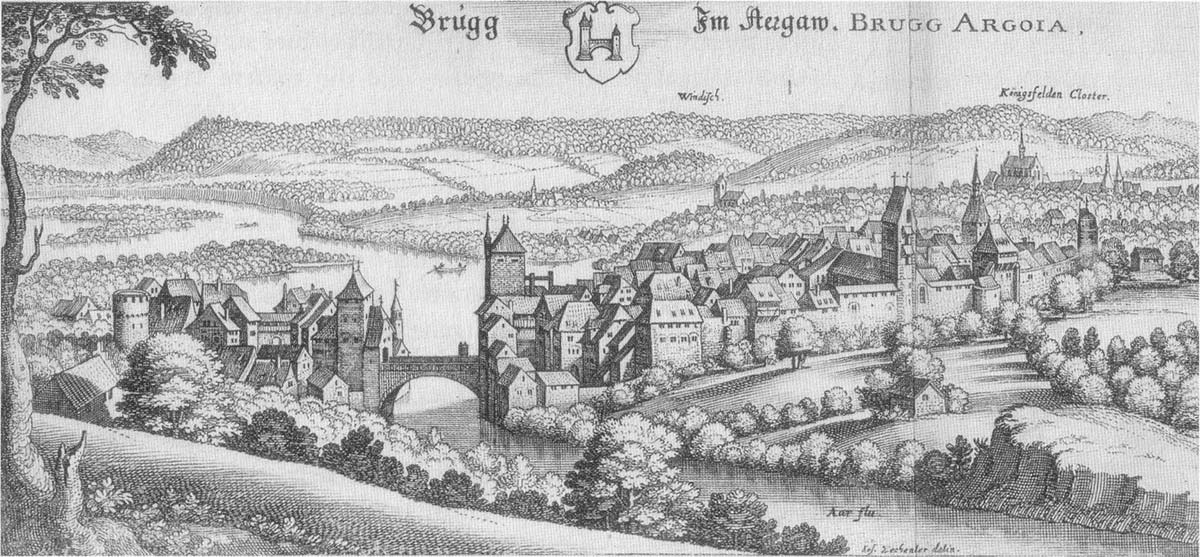
Город в 1642 году
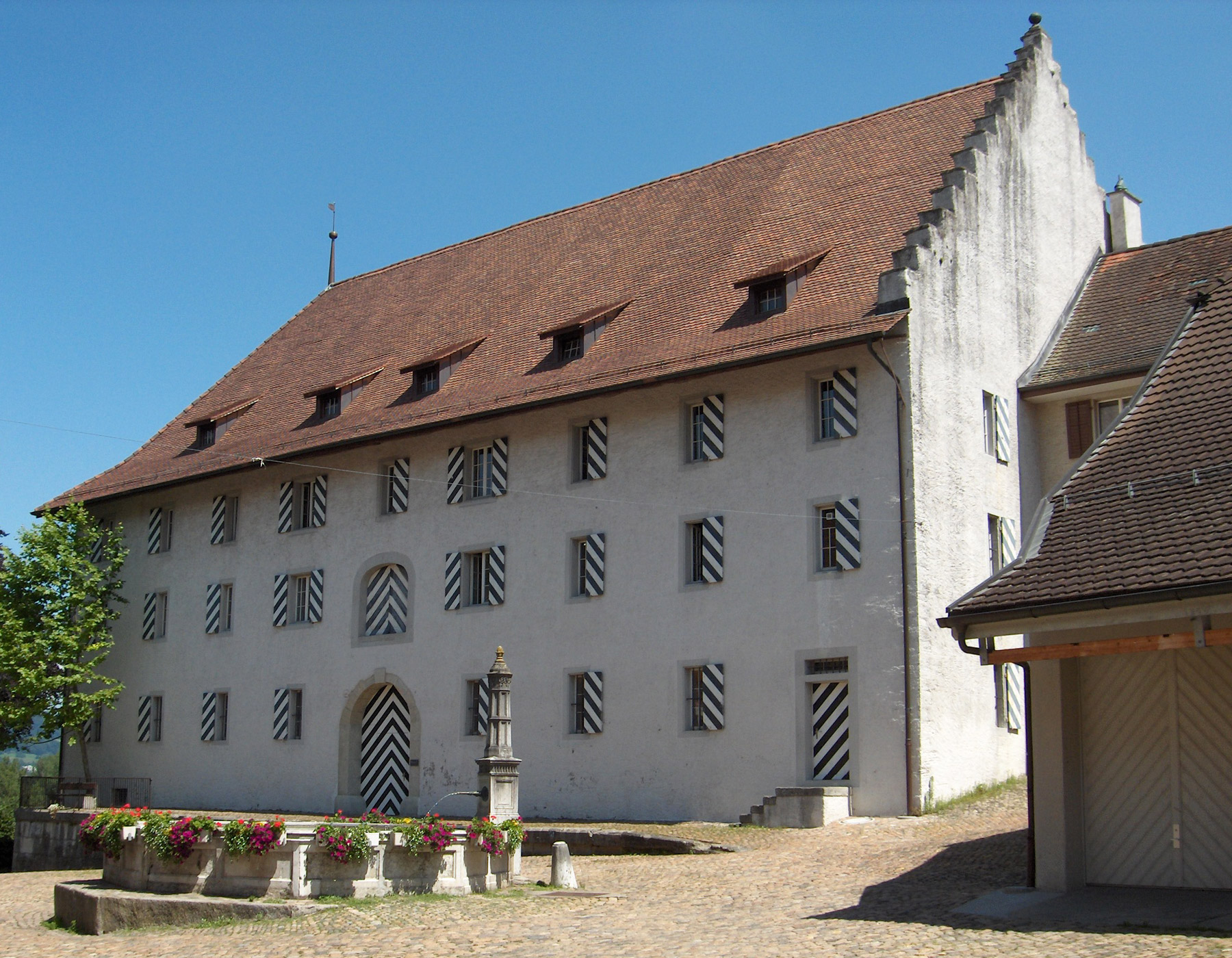
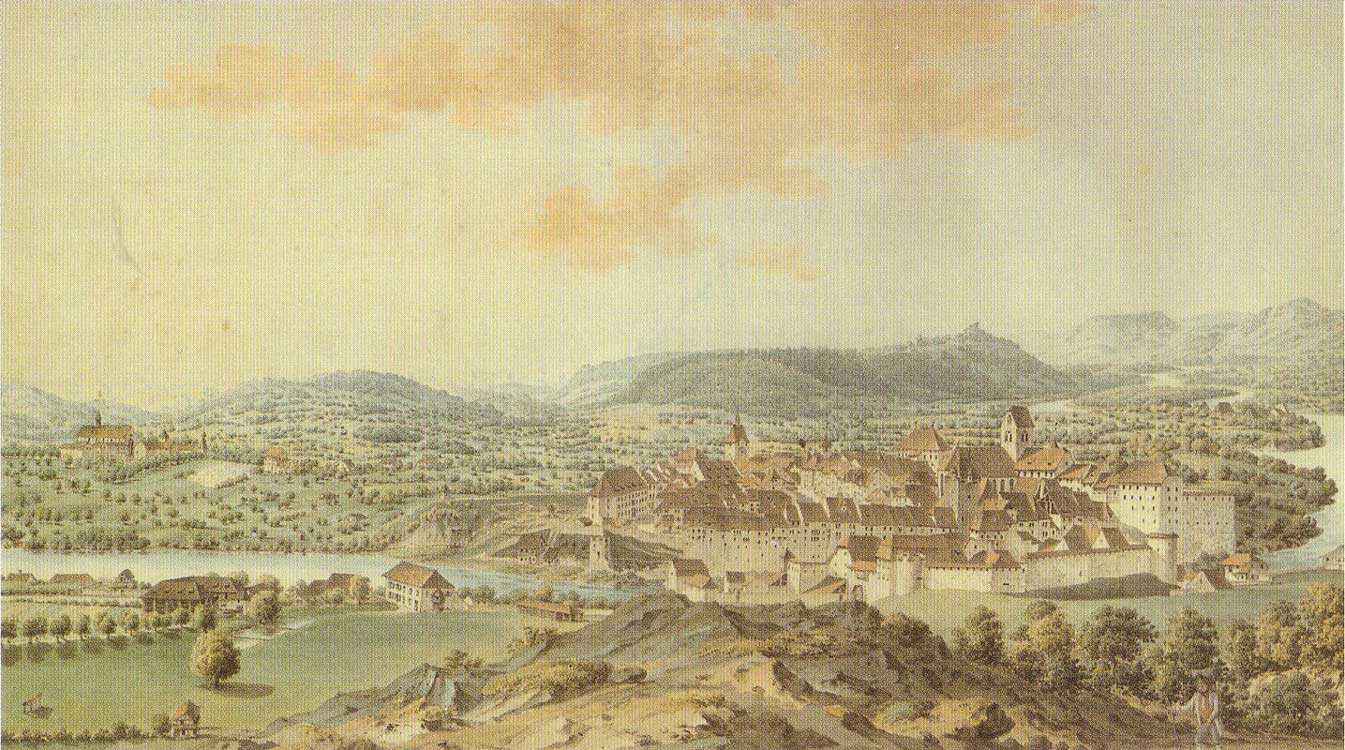
Бругг в 1810 году
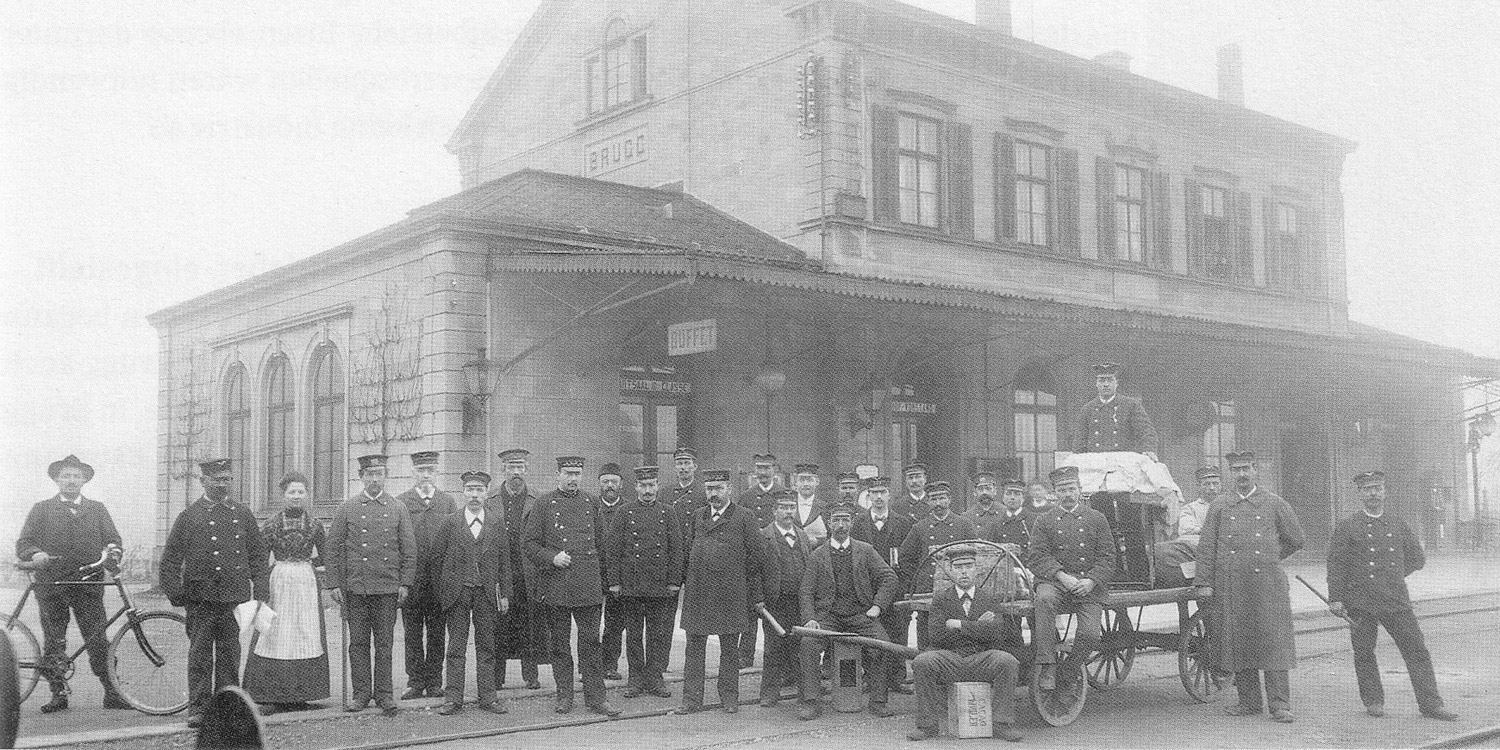
Вокзал в 1868 году
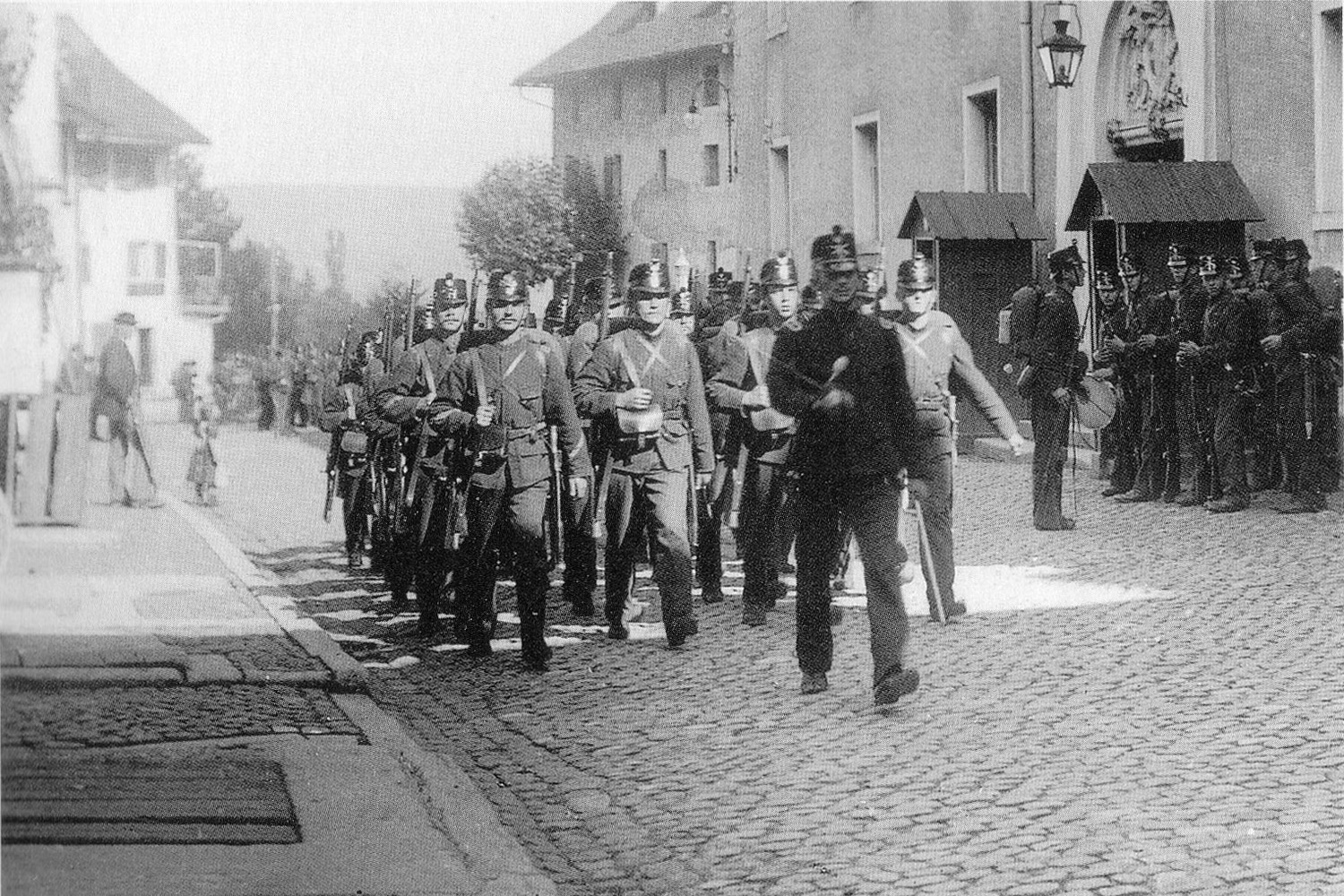
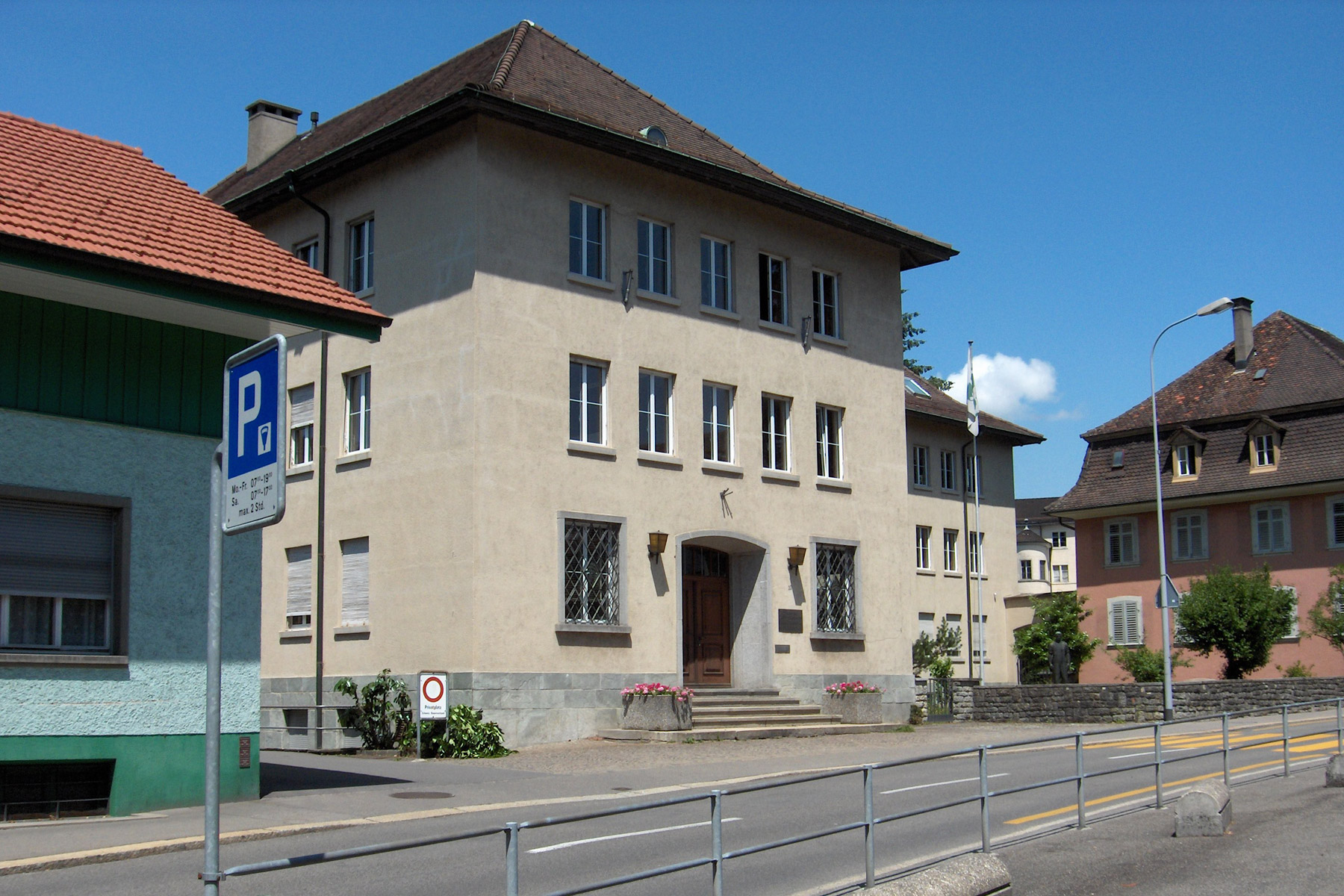
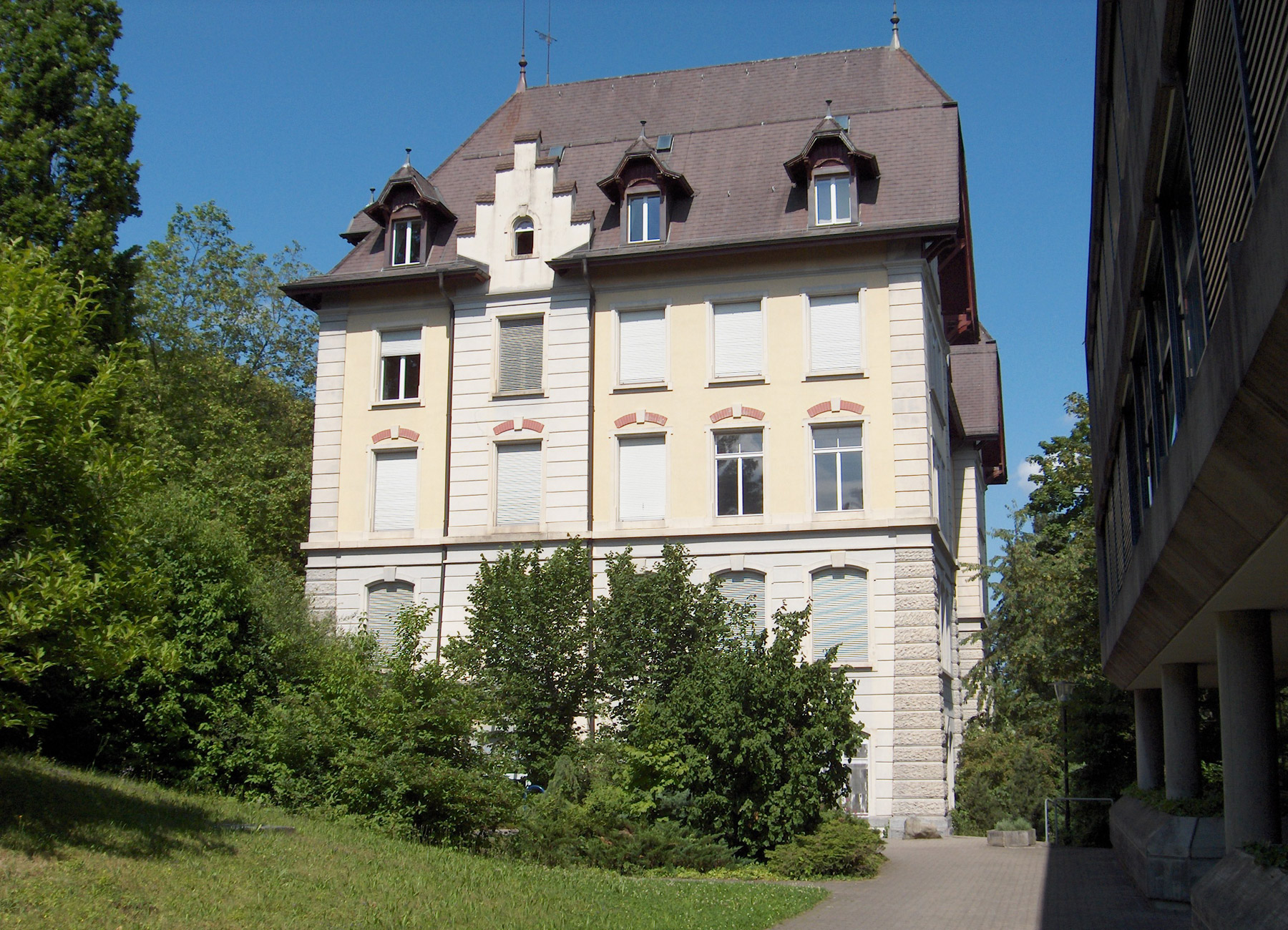
Педагогическое училище
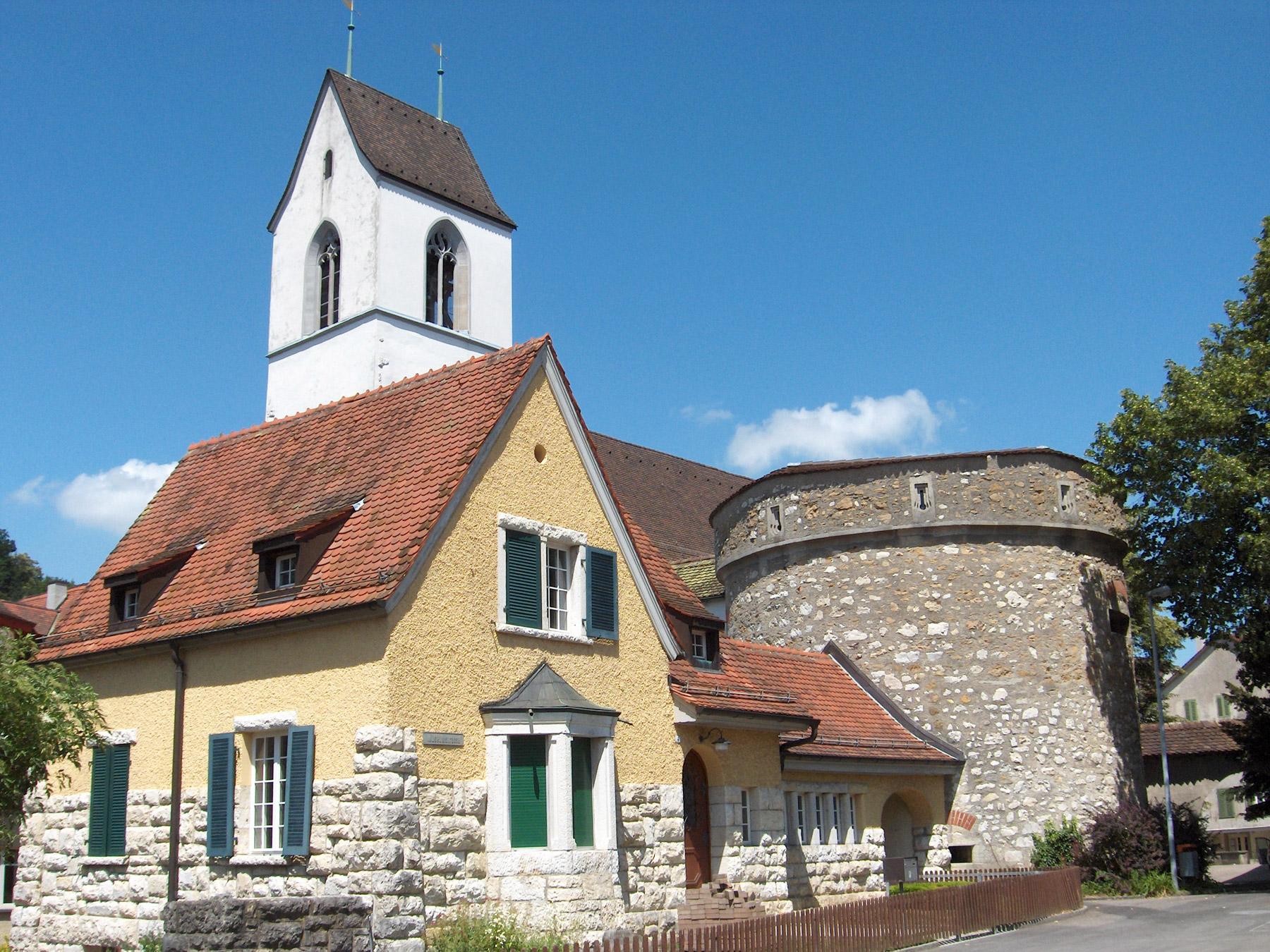
Церковь
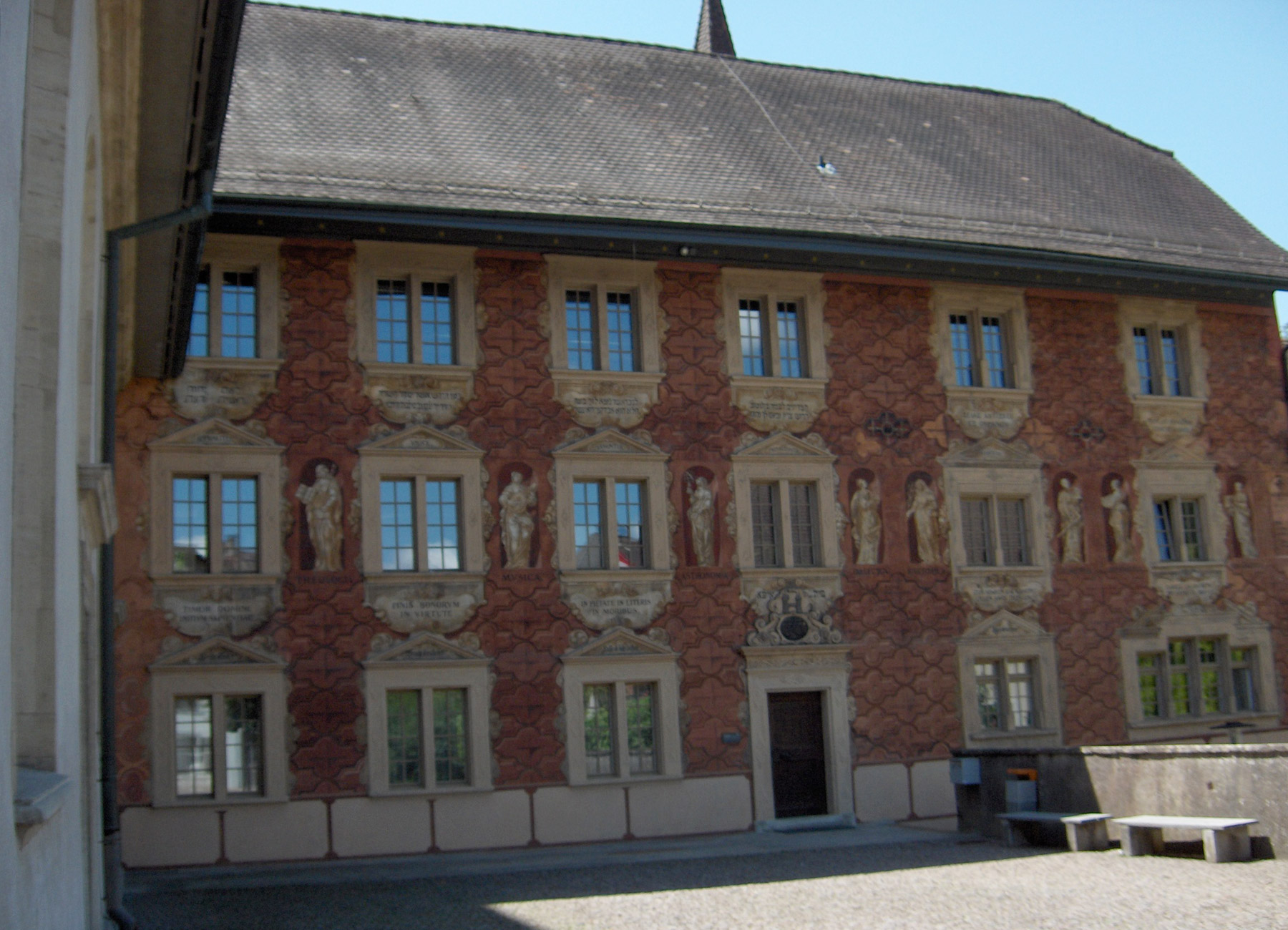
Латинская школа
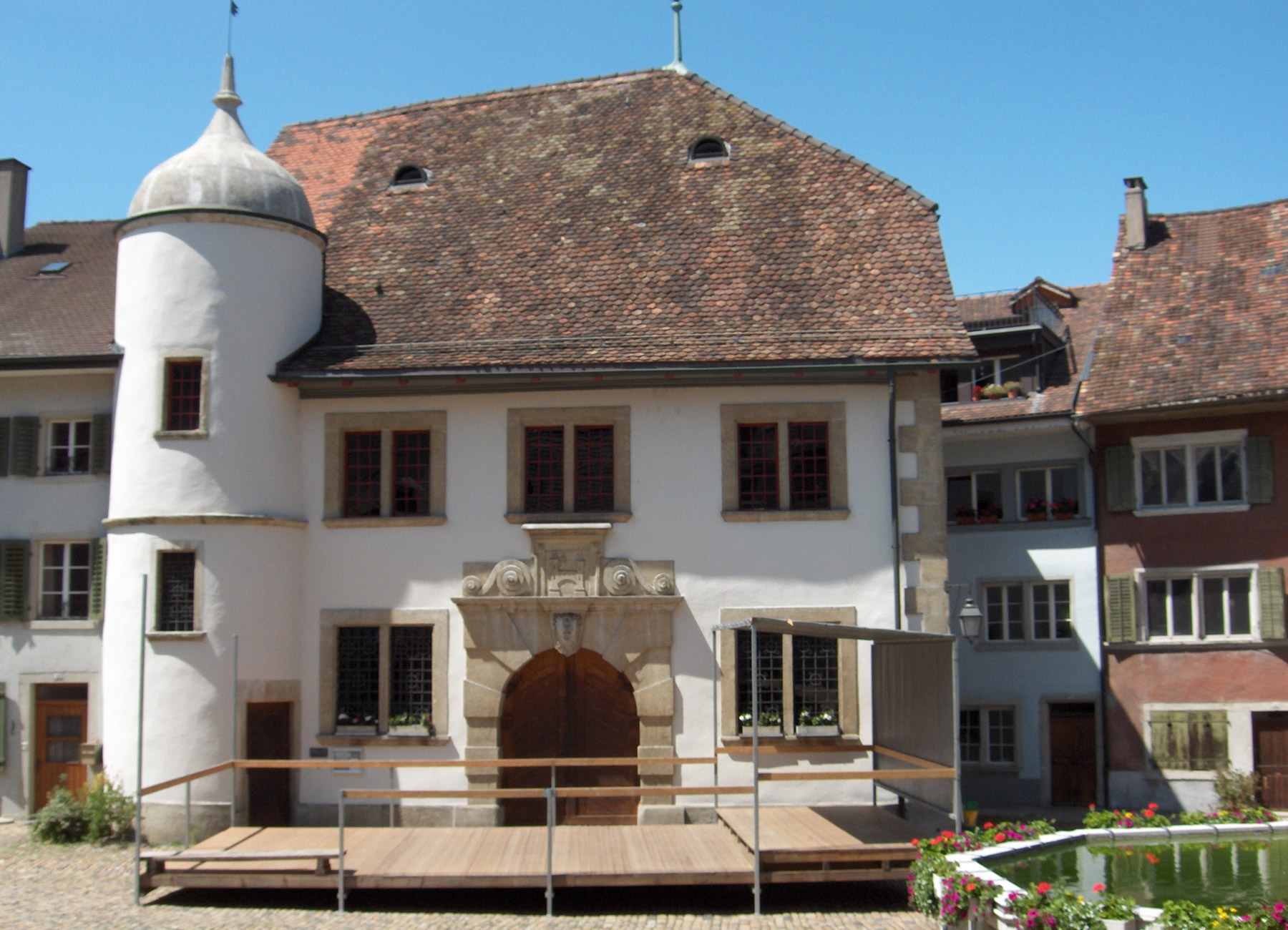
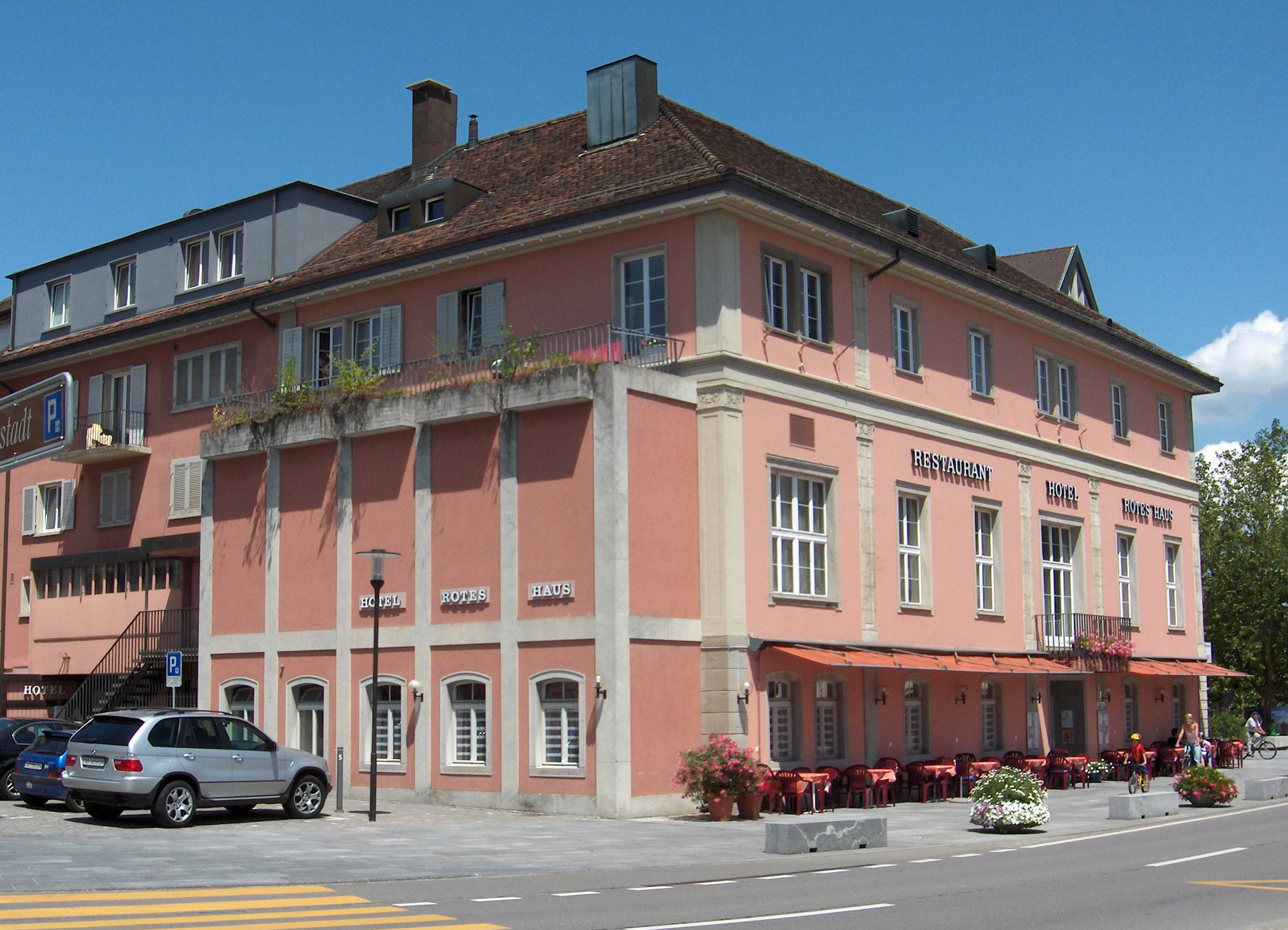
«Красный дом»
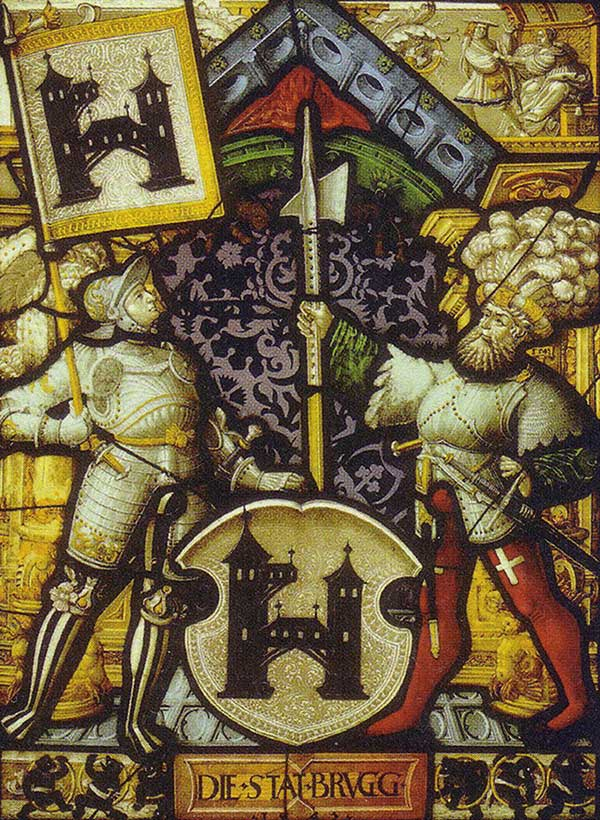
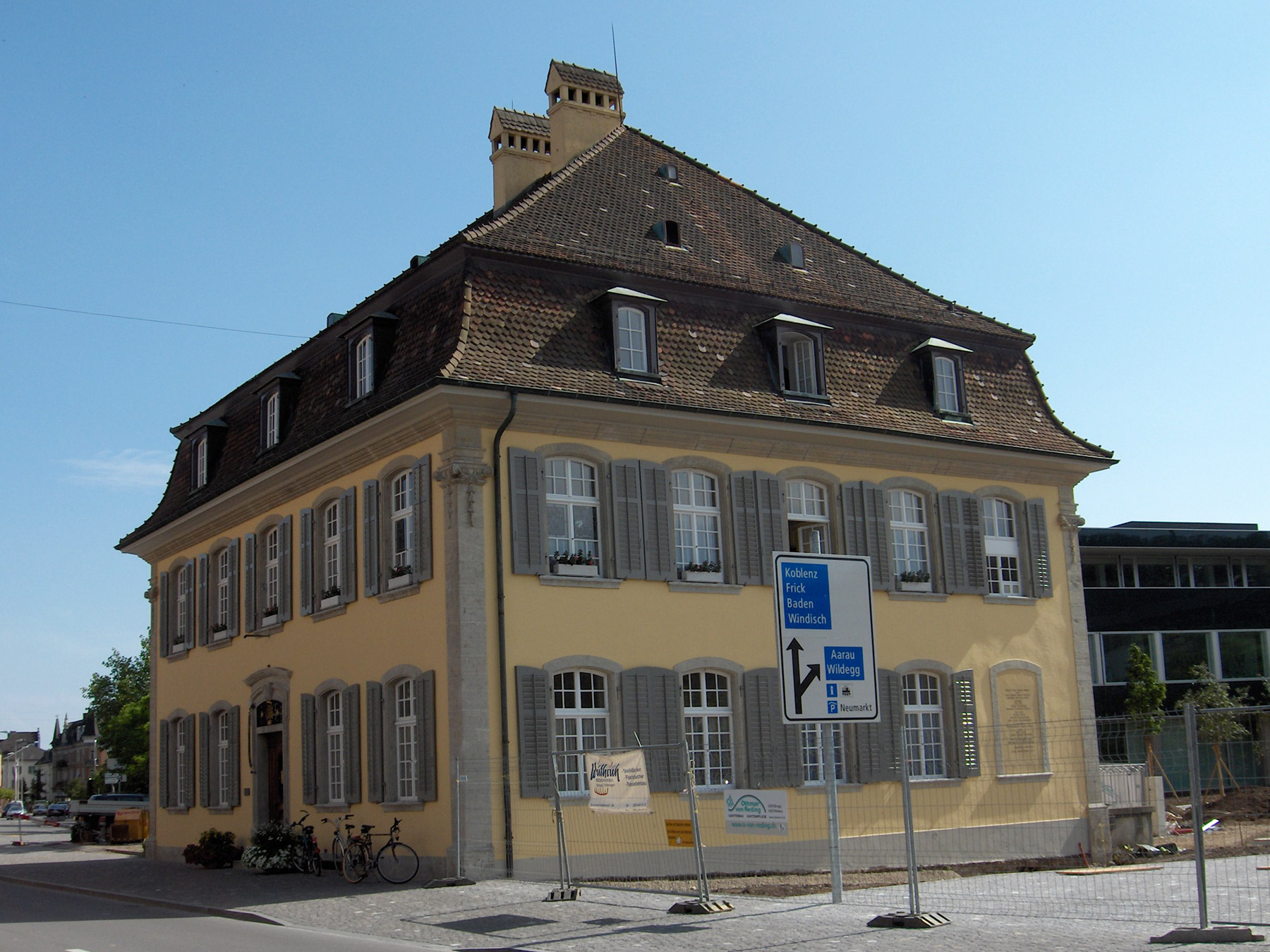
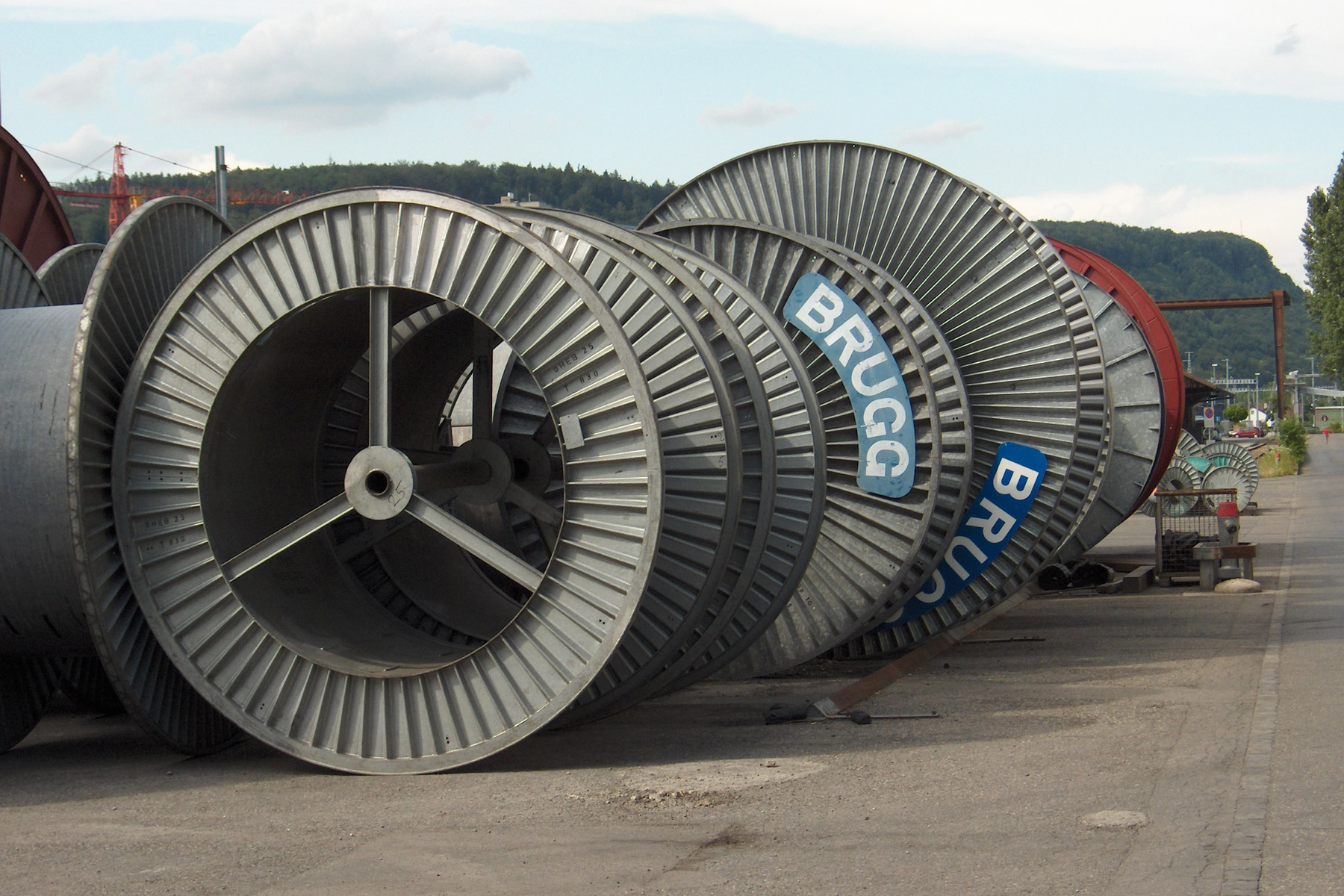
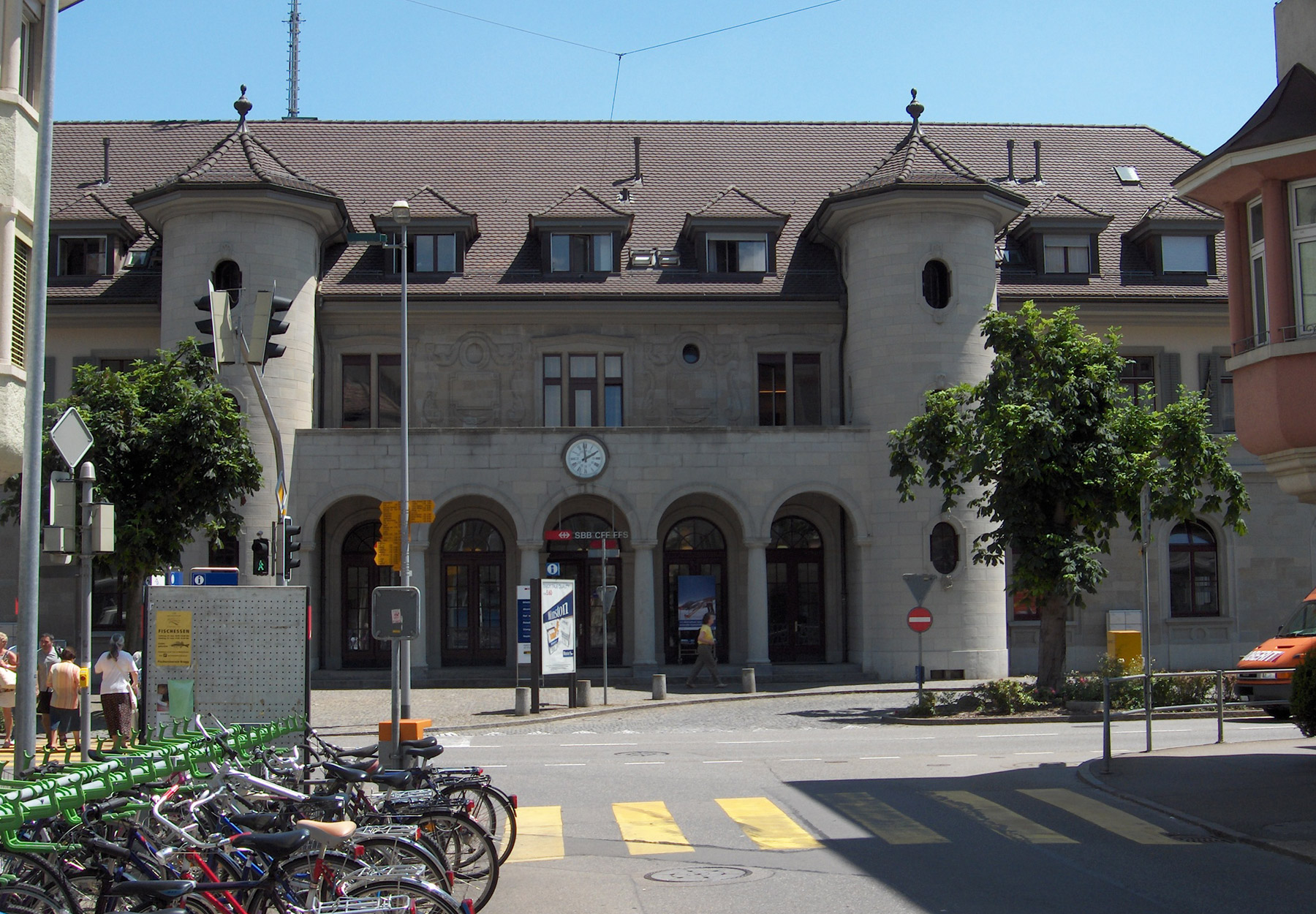
Вокзал
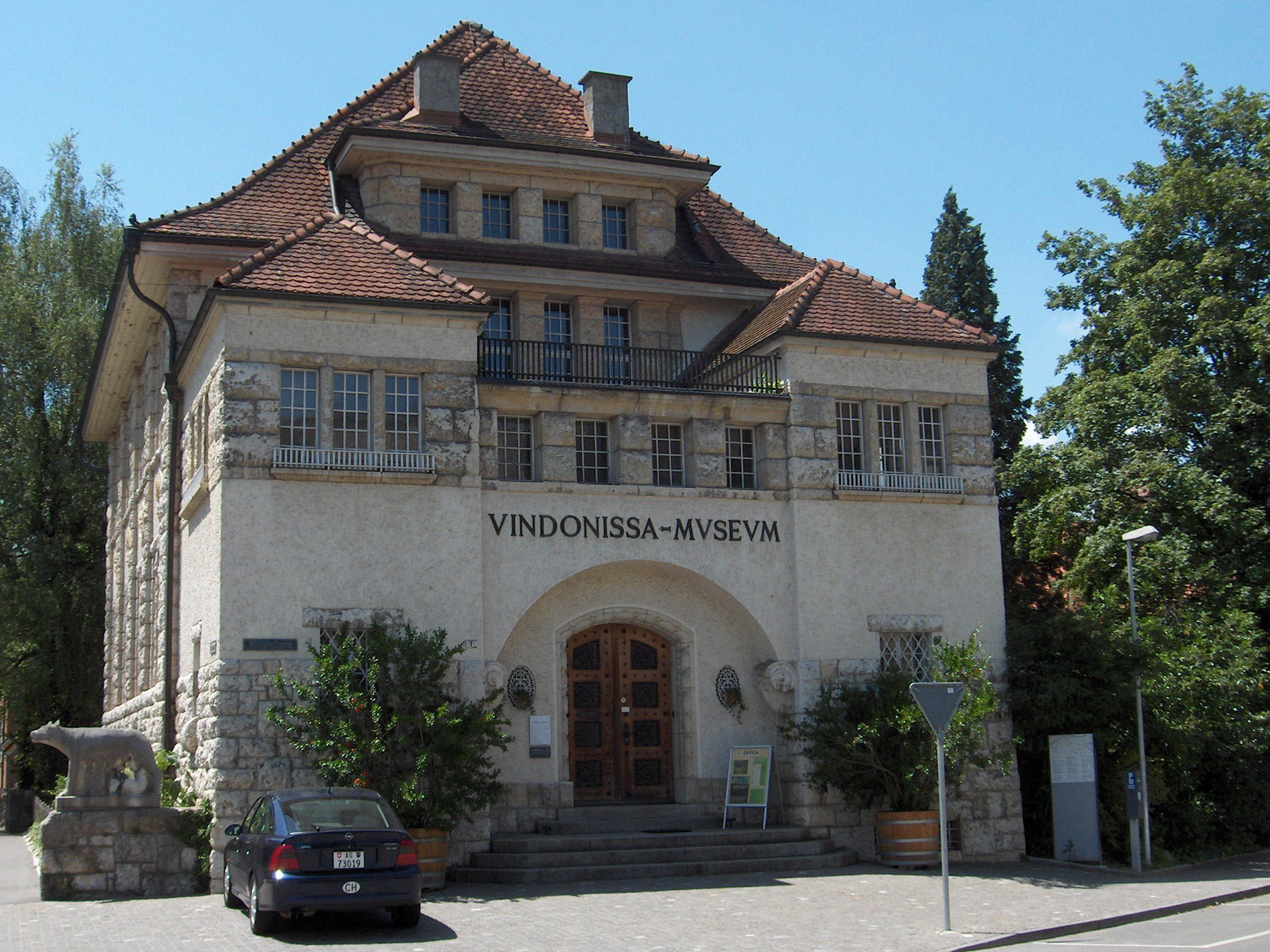
Музей Vindonissa